# Beniamin Zjechovskij
Benjamin Jekhowsky, född Veniamin Pavlovitj Zjechovskij (ryska: Вениамин Павлович Жеховский) 1881 i Sankt Petersburg i Ryssland, död 1975 i Encausse-les-Thermes i Frankrike, var en rysk-fransk astronom.
Han var verksam vid Parisobservatoriet i Paris och senare vid Algerobservatoriet i Alger, Algeriet.
Minor Planet Center listar honom som upptäckare av tolv asteroider, mellan 1921 och 1927.
Asteroiden 1606 Jekhovsky är uppkallad efter honom.

## Asteroider upptäckta som V. Jekhovsky
| 953 Painleva     | 29 april 1921    |
| 976 Benjamina    | 27 mars 1922     |
| 977 Philippa     | 6 april 1922     |
| 988 Appella      | 10 november 1922 |
| 1013 Tombecka    | 17 januari 1924  |
| 1017 Jacqueline  | 4 februari 1924  |
| 1037 Davidweilla | 29 oktober 1924  |
| 1040 Klumpkea    | 20 januari 1925  |
| 1093 Freda       | 15 juni 1925     |
| 1181 Lilith      | 11 februari 1927 |
| 1328 Devota      | 21 oktober 1925  |
| 3881 Doumergua   | 15 november 1925 |